# Centralny Komitet Żydów w Polsce

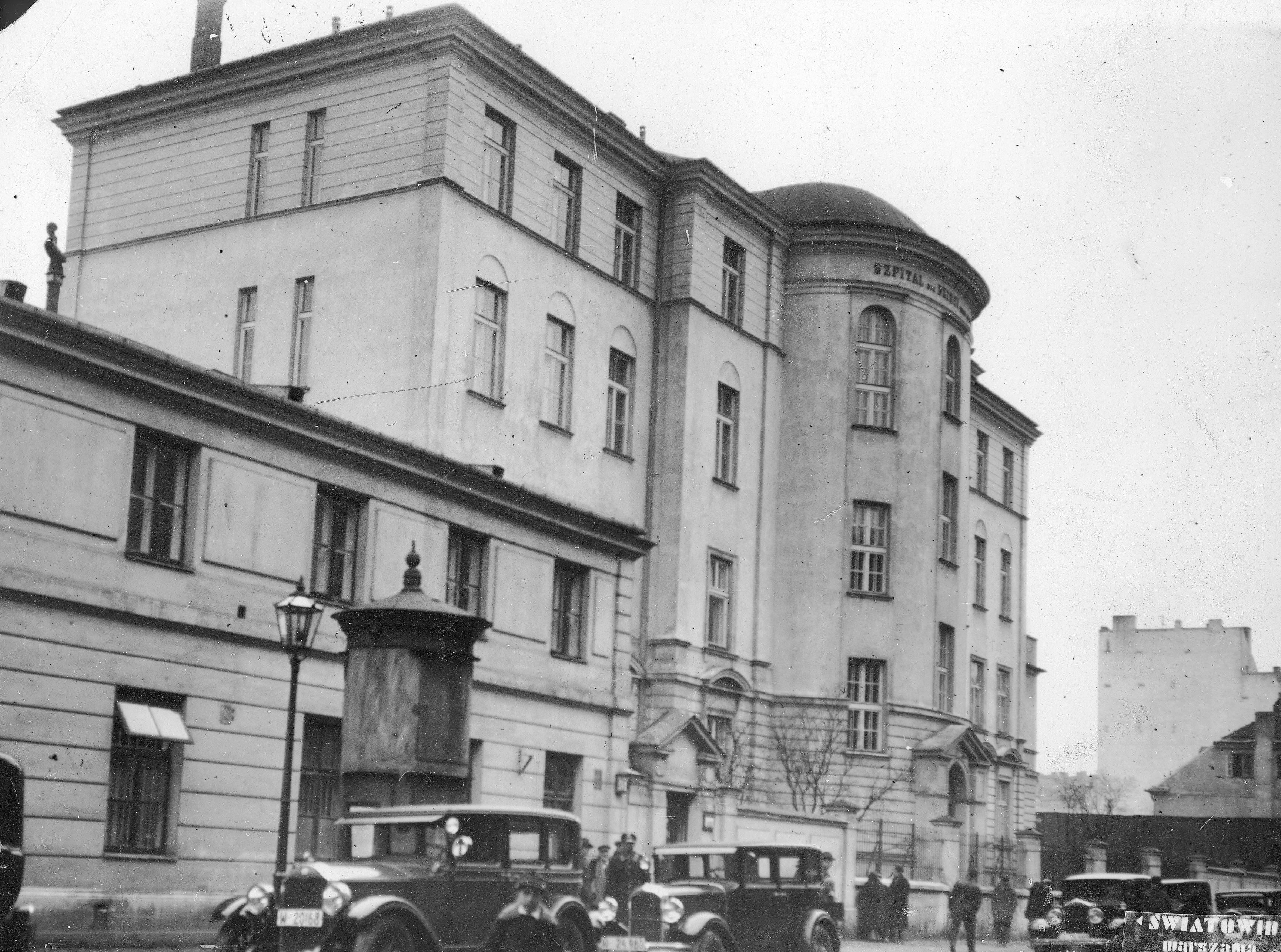
Dawny Szpital Dziecięcy Bersohnów i Baumanów przy ul. Śliskiej 51/Siennej 60 w Warszawie, siedziba CKŻP w latach 1947−1950 (fotografia z 1930 roku)

Centralny Komitet Żydów w Polsce (CKŻP) (jidysz צענטראל קאמיטעט פון די יידו אין פוילו; Centraler Komitet fun di Jidn in Pojln) – polityczne przedstawicielstwo Żydów w Polsce w latach 1944–1950.
CKŻP powołany został 12 listopada 1944 jako następca Tymczasowego Centralnego Komitetu Żydów Polskich (TCKŻP), utworzonego miesiąc wcześniej w Lublinie w celu reprezentowania Żydów wobec władz państwowych oraz zorganizowania opieki i pomocy Żydom, którzy przetrwali Holocaust. 

## Opis

### Siedziba
W marcu 1945 roku siedzibę Komitetu przeniesiono z Lubina do Łodzi. W 1947 roku siedziba CKŻP została przeniesiona z Łodzi do Warszawy, do wynajętych w styczniu tego roku budynków dawnego Szpitala Dziecięcego Bersohnów i Baumanów przy ul. Śliskiej 51/Siennej 60. Komitet zajmował je do zakończenia działalności w 1950 roku.

### Działalność
W latach 1945–1950 CKŻP wydawał dziennik Dos Naje Lebn, zaś od 1947 – miesięcznik młodzieżowy Ojfgang. W latach 1946–1947 działało również wydawnictwo książkowe pod nazwą Dos Naje Lebn (później Undzer Lebn). W 1945 roku utworzono Centralną Bibliotekę Żydowską. Od sierpnia 1946 działał również Wydział Ziomkostw.
Od maja 1946 r. działał Wydział Szkolny. W roku szkolnym 1946/1947 CKŻP zdołał pod własnymi auspicjami zorganizować 28 placówek szkolnych, a w roku następnym 33 (z ok. 3000 uczniów). W szkołach CKŻP program zbliżony był do szkół publicznych. Uczono dodatkowo języka i literatury jidysz, języka hebrajskiego oraz historii Żydów. W programie nie było lekcji religii, zaś sobota była dniem wolnym. Działało również 11 sierocińców i 60 domów starców.
W czerwcu 1946 ustalono skład kierownictwa CKŻP. Według klucza partyjnego, na zasadach kompromisu między zalegalizowanymi stronnictwami żydowskimi, sześć miejsc mieli żydowscy komuniści (tzw. frakcja żydowska Polskiej Partii Robotniczej), cztery Bund, cztery Ichud, trzy Poalej Syjon-Lewica, trzy Poalej Syjon-Prawica i jedno miejsce – Ha-Szomer Ha-Cair. Funkcję przewodniczącego objął Emil Sommerstein z Ichudu, zastąpiony w 1946 przez Adolfa Bermana z Poalej Syjon-Lewicy.
W październiku 1946 roku przy CKŻP utworzono Centralny Sąd Społeczny (nazywany także Sądem Obywatelskim). Utworzona przy CKŻP Komisja Historyczna, przekształcona została w Centralną Żydowską Komisję Historyczną. Jej głównymi zadaniami było zbieranie relacji ocalonych z Zagłady, również w celu pomocy w ściganiu zbrodniarzy nazistowskich. W maju 1947 Komisję przekształcono w Żydowski Instytut Historyczny.
Od roku 1946 większość (80%) środków finansowych CKŻP pochodziła z dotacji American Jewish Joint Distribution Committee. Komitet koordynował repatriację, osadnictwo i pomoc dla repatriantów.
Wydział Kultury i Sztuki roztaczał opiekę nad niewielkim środowiskiem malarzy i rzeźbiarzy, którzy przetrwali wojnę. Komitet udzielał wsparcia finansowego i organizacyjnego reaktywowanemu po wojnie Żydowskiemu Towarzystwu Krzewienia Sztuk Pięknych, a od listopada 1947 – założonemu przez członków PPR Żydowskiemu Towarzystwu Kultury i Sztuki, prowadzącemu m.in. domy kultury, świetlice i biblioteki oraz sprawującemu kuratelę nad zespołami artystycznymi. Wsparcie finansowe uzyskał również zespół filmowy Kinor.
W miarę umacniania się systemu komunistycznego w Polsce, frakcja żydowska PPR sukcesywnie przejmowała wpływy w CKŻP. W 1948 roku znacjonalizowano 22 z 32 szkół CKŻP, a program pozostałych ujednolicono ze szkołami państwowymi. W następnym roku wszystkie szkoły włączono do krajowego systemu szkolnictwa. W 1949 roku funkcję przewodniczącego CKŻP przejął przedstawiciel zespołu PZPR przy CKŻP, Hersz Smolar.
Jednym z ostatnich akordów likwidacji pluralizmu żydowskiego życia instytucjonalnego przez władze państwowe było scalenie w 1950 roku CKŻP z Towarzystwem Kultury Żydowskiej w Towarzystwo Społeczno-Kulturalne Żydów w Polsce o linii politycznej całkowicie zgodnej z wykładnią państwową.